# ریزرشته

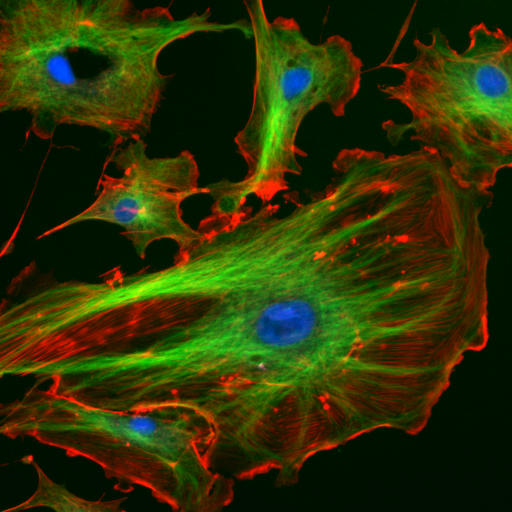
چارچوب سلول در یوکاریوت ها. ریزرشته‌ها (Microflament) به رنگ سرخ، اسکلت سلولی به رنگ سبز، و هسته سلول (Nucleus) به رنگ آبی نشان داده شده است.

ریزرشته‌ها یا رشته‌های اکتین، باریکترین رشته‌های چارچوب سلول هستند. 
ریزرشته‌ها از پلیمر ها خطی پروتئینی به نام اکتین ساخته شده‌اند که بسیار خمش‌پذیر و نسبتاً سخت و نیرومند می‌باشند.

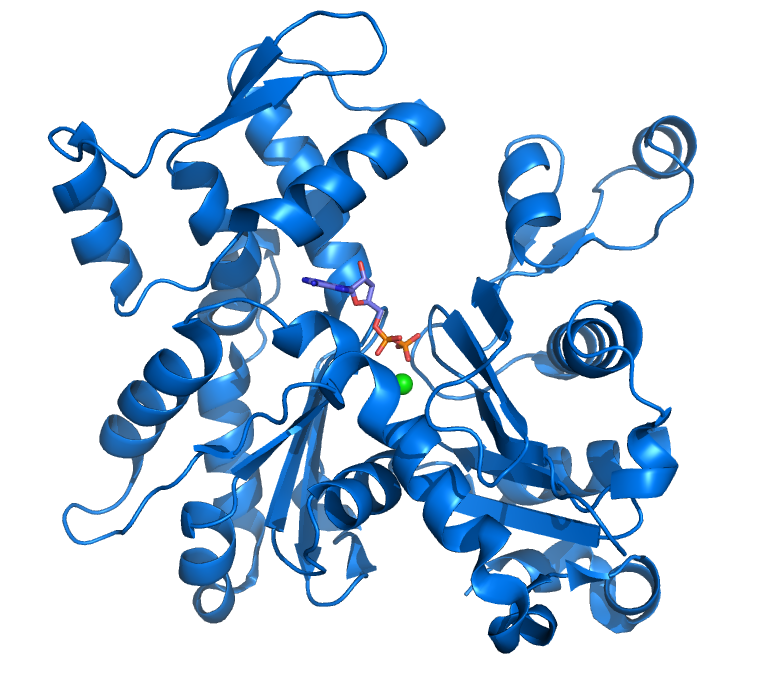
ساختار پروتئینی اکتین جی (G-Actin)